# Малиновский, Виталий Николаевич
Виталий Николаевич Малиновский (6 сентября 1930, Азербайджанская ССР — 9 сентября 2012, Москва) — советский и российский учёный, доктор технических наук, профессор.
Является автором многих публикаций и изобретений.

## Биография
Родился 6 сентября 1930 года в Азербайджанской ССР.
Окончил в 1952 году Московский энергетический институт, факультет Автоматики и вычислительной техники, кафедра «Информационно-измерительной техники». После учёбы распределился в МГУ на физический факультет. Затем в 1957 году поступил в аспирантуру МЭИ и с тех пор всю свою жизнь посвятил этому вузу. В 1966 году защитил кандидатскую диссертацию, в 1976 — докторскую (на тему «Основы теории и проектирования цифровых измерительных приборов с высокими метрологическими характеристиками»). С 1971 по 1996 год заведовал кафедрой «Информационно-измерительной техники». В последние годы трудовой деятельности работал над созданием микропроцессорных цифровых измерительных систем и применением их в разных областях: электрокардиографии, диагностике деформаций обмоток мощных трансформаторов, контроле параметров автомобилей. Создал в институте курс «Информационно-измерительные системы».

## Заслуги
- За большой трудовой вклад и плодотворную многолетнюю деятельность был удостоен в 2008 году премии МЭИ «Почет и признание».[6]
- Заслуженный деятель науки и техники РСФСР (1991)[7], лауреат Государственной премии Украинской ССР в области науки и техники (1985).